# Фестиваль собачьего мяса
Фестиваль собачьего мяса (кит. 玉林荔枝狗肉节) — фестиваль, который проходит ежегодно в городе Юйлинь в провинции Гуанси на южном западе Китая с 21 по 30 июня.

## Суть
На протяжении фестиваля забивают около 10—15 тысяч собак, чьё мясо употребляют в пищу, чтобы отметить летнее солнцестояние. Во время фестиваля употребляют также плоды личи. Считается, что такая еда отгоняет тепло летних месяцев.

### Критика
Фестиваль осуждают защитники животных, немало жителей Китая и иностранцев. Местное правительство в 2014 году выступило с заявлением, что не поддерживает, но и не запрещает проведение фестиваля, назвав его местной традицией, в которой «принимает участие малая часть жителей города». Организаторы фестиваля утверждают, что собаки умертвляются гуманно, а употребление их мяса в пищу не отличается по сути от поедания свинины или говядины. В июне 2015 года в Великобритании была создана онлайн-петиция с требованием запретить фестиваль, собравшая три миллиона подписей.
Бывшая школьная учительница Ян Сяоюнь потратила более 150 тысяч юаней на выкуп 360 собак и десятков кошек с фестиваля в 2014 году, а затем 7000 юаней на спасение ста собак в 2015 году.